# Мизан-Тэфэри
Мизан-Тэфэри (англ. Mizan Teferi) — город на юго-западе Эфиопии, в Регионе наций и национальностей юга.

## Географическое положение
Расположен в 160 км к юго-западу от города Джимма, на высоте 1451 м над уровнем моря. Мизан-Тэфэри и соседний городок Аман образуют самостоятельную ворэду Мизан-Аман, со всех сторон окружённую ворэдой Дебуб-Бенч.

## Население
По данным CSA на 2007 год население Мизан-Тэфэри составляет 34 080 человек, из них 18 138 мужчин и 15 942 женщины. 45,97 % населения являются приверженцами эфиопской православной церкви; 33,8 % — протестанты; 17,71 % — мусульмане и 1,05 % — последователи традиционных верований.
По данным переписи 1994 года население города насчитывало 10 652 человека.

## Транспорт
Имеется грунтовая взлётно-посадочная полоса. Раньше Мизан-Тэфэри был связан единственной грунтовой дорогой с городом Горе; в 1966 году были значительно улучшены дороги до городов Бонга и Тепи. 13 декабря 2006 года правительство Эфиопии заявило о выделении 98 млн $ из Африканского банка развития для строительства дороги от Джиммы до Мизан-Тэфэри и далее на юго-запад протяжённостью 227 км.